# Андріїв (Холмський повіт)
Андріїв (пол. Andrzejów, Анджеюв) — село в Польщі, у гміні Камінь Холмського повіту Люблінського воєводства. Населення — 203 особи (2011).

## Історія
1446 року вперше згадується православна церква в селі.
За податковим реєстром 1564 року село входило до Холмського повіту Холмської землі Руського воєводства, село було поділене між 8 шляхтичами, в селі було 2 попи.
За даними етнографічної експедиції 1869—1870 років під керівництвом Павла Чубинського, у селі здебільшого проживали польськомовні римо-католики, меншою мірою — українськомовні греко-католики.
У 1975—1998 роках село належало до Холмського воєводства.

## Населення
Демографічна структура станом на 31 березня 2011 року:
|          | Загалом | Допрацездатний вік | Працездатний вік | Постпрацездатний вік |
| -------- | ------- | ------------------ | ---------------- | -------------------- |
| Чоловіки | 96      | 20                 | 70               | 6                    |
| Жінки    | 107     | 33                 | 59               | 15                   |
| Разом    | 203     | 53                 | 129              | 21                   |